# Gonnagar, Ramdurg
Gonnagar là một làng thuộc tehsil Ramdurg, huyện Belgaum, bang Karnataka, Ấn Độ.